# Min fevgeis
Min fevgeis (letteralmente non lasciare) è il settimo singolo della cantante greca Helena Paparizou estratto dal suo secondo album Iparhi Logos.

## Classifiche
| Classifica (2007) | Posizione massima |
| ----------------- | ----------------- |
| Grecia            | 2                 |